# اچ‌ام‌اس گریپر (۱۸۱۳)
اچ‌ام‌اس گریپر (۱۸۱۳) (به انگلیسی: HMS Griper (1813)) یک کشتی بود که طول آن ۸۴ فوت ۱ اینچ (۲۵٫۶۳ متر) بود. این کشتی در سال ۱۸۱۳ ساخته شد.